# 扎特绍克 (日托米尔州)
50°52′35″N 28°8′26″E / 50.87639°N 28.14056°E
扎特绍克（烏克蘭語：Затишок），2024年9月前名为佩爾紹特拉夫内韋（烏克蘭語：Першотравневе），是烏克蘭的村落，位於該國北部日托米爾州，由科羅斯堅區乌绍米尔市镇負責管轄，始建於1889年，面積0.66平方公里，海拔高度202米，2001年人口87，人口密度每平方公里132.82人。
2024年9月19日，乌克兰最高拉达将此村的名字改为扎特绍克。